# U.S. Route 81
U.S. Route 81 (ou U.S. Highway 81) é uma autoestrada dos Estados Unidos.
Faz a ligação do Sul para o Norte. A U.S. Route 81 foi construída em 1926 e tem 1 220 milhas (1 963,4 km).

## Principais ligações
Autoestrada 40 perto de Oklahoma City

 Autoestrada 135 em Wichita

 Autoestrada 70 perto de Salina

 Autoestrada 90 perto de Sioux Falls

 Autoestrada 94 em Fargo

 US 2 em Grand Forks